# سيسيل فاتيمان
سيسيل فاتيمان (بالفرنسية: Cécile Fatiman)‏ هي كاهنة فودو (مامبو) هاييتية. كانت ابنة لجارية أفريقية من رجل فرنسي أبيض من جزيرة كورسيكا. اشتهرت باشتراكها مع دوتي بوكمان في ترؤس الطقوس الدينية التي أقيمت في بوا كاييمان (بالفرنسية: Bois Caïman) في أغسطس 1791، والتي أشعلت الشرارة الأولى لثورة العبيد 1791، التي كانت بدورها بداية الثورة الهاييتية.

## طقوس بوا كاييمان الدينية
في 14 أغسطس 1791 أو نحوها، ترأس دوتي بوكمان طقوسًا دينية في بوا كاييمان، قام فيها بدور الهونغان (الكاهن) مع الكاهنة سيسيل فاتيمان. وقد تنبأ بوكمان في هذه الاحتفالية بأن العبيد جان فرانسوا بابيون وجورج بياسو وجانو سيقودون حركة مقاومة وثورة سيُكتب لها أن تحرر عبيد سان دومينغ. وقد ذُبح قربان، وأُخذ عهد، وحرض بوكمان والكاهنة السامعين على الانتقام من مستعبديهم الفرنسيين، وأن «يطرحوا عنهم صورة الإله (التي يرونها) في مستعبديهم».
شهدت الاحتفالية ادعاء سيسيل فاتيمان بأن جسدها قد تلبّسته الإلهة إرزولي، كما رُوي أيضًا أنها نحرت خنزيرًا وقدمت دماءه إلى الحاضرين ليشربوا منها، ولم يمر أسبوع على الاحتفالية حتى دُمرت 1800 مزرعة وقُتل ألف من مُلّاك العبيد.

## زواجها
تزوجت سيسيل فاتيمان من جان لوي بييرو، الذي كان من قواد الجيش الثوري الهاييتي، ثم صار الرئيس الخامس لهاييتي فيما بعد (1845 ـ 1846).

## وفاتها
قيل إن العمر امتد بفاتيمان حتى بلغ 112 سنة.